# Société des républicaines révolutionnaires

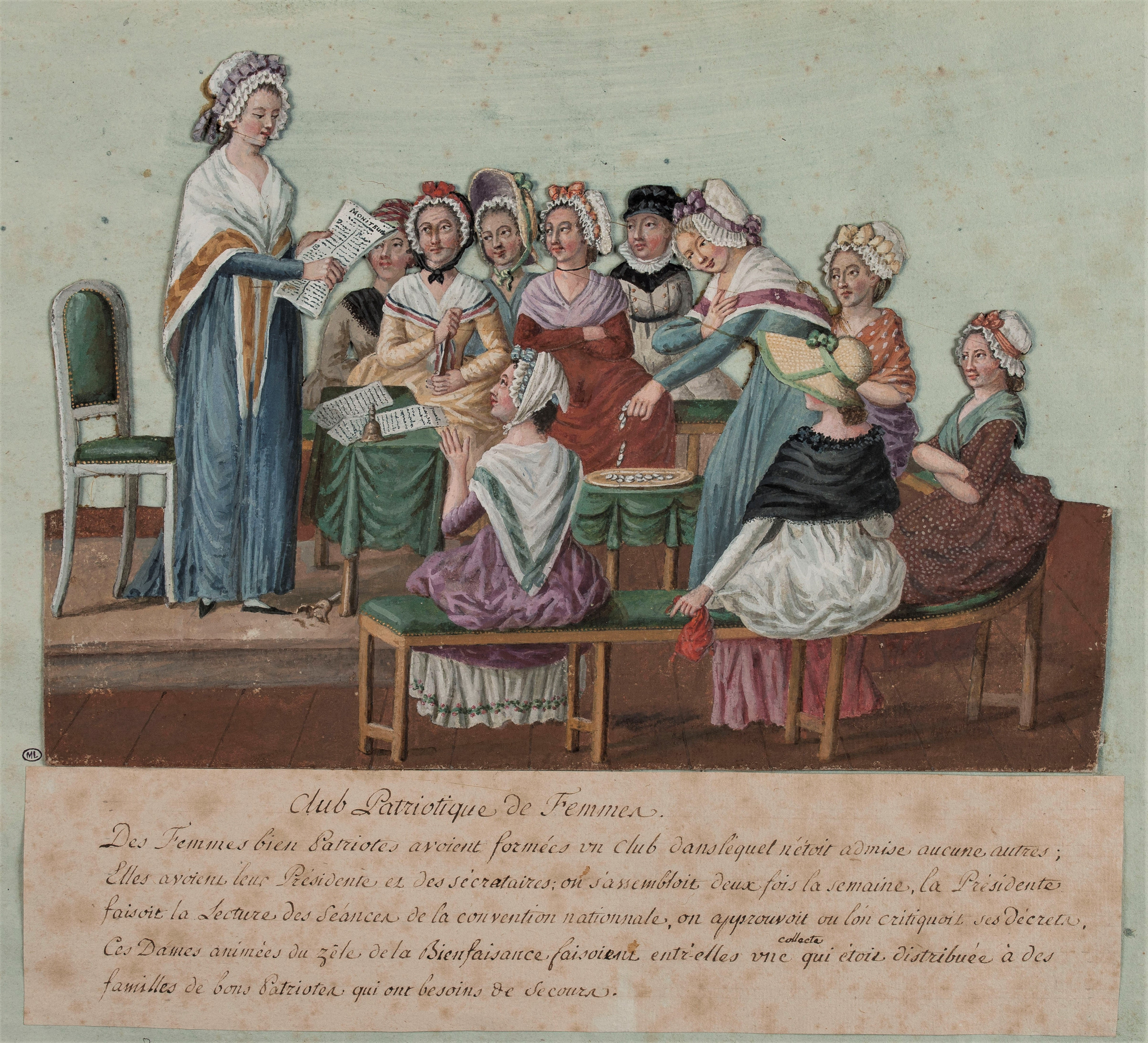
Club patriotique de femmes, gouache de Jean-Baptiste Lesueur, 1791, musée Carnavalet.

La Société des républicaines révolutionnaires ou Société des citoyennes républicaines révolutionnaires de Paris est fondée lors de la Révolution française, en mai 1793, par Pauline Léon, chocolatière, et Claire Lacombe, actrice. C'est un groupe révolutionnaire exclusivement féminin, aux revendications sociales et féministes. Elles revendiquent pour les femmes le rôle de citoyennes et le port d'arme. Elles se positionnent d'abord sur le terrain politique pour s'occuper ensuite de questions économiques. La Convention montagnarde décide la dissolution de toutes les sociétés de femmes, le 30 octobre 1793.

## Fondation
Le 10 mai 1793, des citoyennes déclarent au secrétariat de la municipalité de Paris leur intention de « former une société où les femmes seules pourront être admises ».
Le 13 mai 1793, Pauline Léon et Claire Lacombe fondent la Société des citoyennes républicaines révolutionnaires dans la bibliothèque des jacobins, rue Saint-Honoré. Toutes les deux sont issues de la petite bourgeoisie populaire.
Le 10 juillet 1793, le Règlement de la Société des Citoyennes républicaines révolutionnaires de Paris est publié. Dans ce texte, le programme de la Société des Citoyennes comporte trois volets : instruction mutuelle, étude de la Constitution et des lois de la République, défense de tout individu victime de l’arbitraire. Au moins 170 femmes y adhèrent, dont l'imprimeuse militante Anne Félicité Colombe.

## Soutien aux Enragés

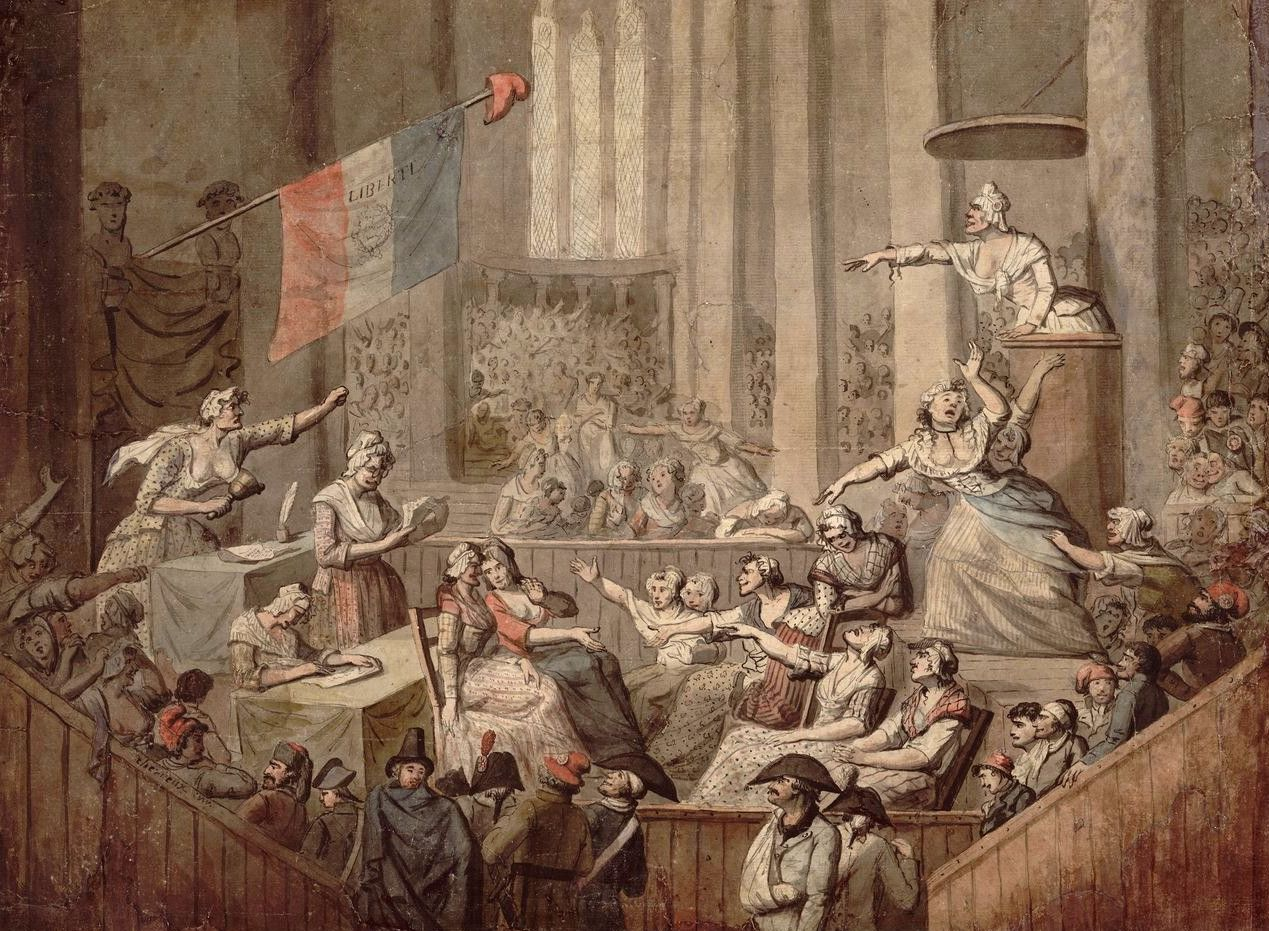
Club des femmes patriotes dans une église, dessin de Chérieux, 1793, Paris, BNF.

La Société des citoyennes intervient à la Convention nationale ; mais, la Convention ne fait cependant aucun cas de leurs positions. Elles adoptent une position radicale, s'opposant aux Girondins. 
Le 26 mai 1793, les citoyennes révolutionnaires manifestent pour la libération de Jacques-René Hébert, arrêté par les Girondins le 24 mai 1793. Fin mai, elles se positionnent contre la pauvreté. 
Elles s'éloignent ensuite des Montagnards et des Hébertistes notamment sur les questions économiques et la citoyenneté des femmes. Elles se rapprochent des Enragés conduits par Jacques Roux et Théophile Leclerc. Une idylle naît entre Pauline Léon et Théophile Leclerc, qu'elle épouse le 18 novembre 1793. Le 27 mai 1793, elles ne soutiennent pas les protestations des femmes contre la cherté du prix du savon, afin de ne pas être considérées comme contre-révolutionnaires. Le 20 juin 1793, les citoyennes révolutionnaires soutiennent la demande de Jacques Roux d'introduire la peine de mort dans la Constitution contre l'agiotage et l'usure. Le 25 juin 1793, face à l'opposition de Marat et de Robespierre, les citoyennes révolutionnaires abandonnent Jacques Roux. Elles se retrouvent en porte-à-faux, elles n'obtiennent pas la reconnaissance des hommes au pouvoir et elles abandonnent leurs positions de peur d'être accusées de contre-révolutionnaires.

## Funérailles de Marat
Les citoyennes révolutionnaires jouent un rôle de première importance lors des funérailles de Jean-Paul Marat, assassiné par Charlotte Corday le 13 juillet 1793. Les funérailles sont orchestrées par le peintre Jacques-Louis David. Les citoyennes révolutionnaires exhibent les objets du « martyr de la Liberté » : baignoire, écritoire, chaise, chemise. Elles se consacrent au culte du défunt. Le 28 juillet 1793, elles forment la garde rapprochée lors de la translation du cœur de Marat au Club des Cordeliers. Le 19 août 1793, elles obtiennent qu'un obélisque en bois, à la mémoire de Marat soit dressé sur la place du Carrousel.

## Hostilités envers la Société des citoyennes
Leur soutien aux Enragés et leur volonté d'agir politiquement vont se heurter à l'hostilité des Conventionnels et des Hébertistes. L'emprisonnement illégal de Jacques Roux, le 5 septembre, marque un coup d'arrêt à leurs revendications. Des députés de la Convention, dont François Chabot et Claude Basire, répandent des rumeurs contre Pauline Léon et Claire Lacombe. Les femmes de la Société fraternelle se retournent contre elles, alors qu'éclate la querelle autour du port de la cocarde par les femmes dans l'espace public. Les Conventionnels rendent le port de la cocarde obligatoire le 21 septembre sous peine de prison. Pendant ce temps, les citoyennes révolutionnaires réclament l'application d'un plafond aux prix des denrées et aux salaires. Le 6 octobre 1793, elles sont accusées d'antipatriotisme.

## Dissolution des sociétés de femmes
La Convention veut interdire aux femmes la possibilité de créer et d'animer des clubs politiques. Le député Louis-Joseph Charlier s'oppose à cette proposition. Le 30 octobre 1793, il déclare à l'Assemblée : « Je ne sais sur quel principe on peut s'appuyer pour retirer aux femmes le droit de s'assembler paisiblement. À moins que vous contestiez que les femmes font partie du genre humain, pouvez-vous leur ôter ce droit commun à tout être pensant ? ». Louis-Joseph Charlier est battu et l'Assemblée interdit les associations de femmes. La Convention dissout tous les clubs et sociétés populaires de femmes. Il est désormais interdit aux femmes de se réunir.

## Citation
- « En quelque sorte la section féminine du mouvement des Enragés », selon Daniel Guérin, La Lutte des classes, 1946.

### Sources primaires
« Réglement de la Société des citoyennes républicaines révolutionnaires de Paris », 9 juillet 1793 (consulté le 23 novembre 2019)